# Lemmaphyllum diversum
Lemmaphyllum diversum är en stensöteväxtart som först beskrevs av Eduard Rosenstock, och fick sitt nu gällande namn av Tag. Lemmaphyllum diversum ingår i släktet Lemmaphyllum och familjen Polypodiaceae. Inga underarter finns listade.